# Adscape
Adscape – przedsiębiorstwo z San Francisco zajmujące się reklamą w grach komputerowych, przejęte przez Google w lutym 2007.